# Niezależna Grupa Polityczna
Ruch Narodowy (Niezależna Grupa Polityczna) – narodowo-katolicka organizacja opozycyjna istniejąca od 1973 r. w Gdańsku, ujawniona 5 stycznia 1978 r. Rzecznikiem NGP został Mariusz Urban, do jej działaczy należeli: Piotr Blaszkowski, Krzysztof Kaletowski, Wiktor Hajdak, Wojciech Kloc, Tomasz Potocki, Włodzimierz Heese i Bogusław Zbijewski. Niezależna Grupa Polityczna główne (poza komunizmem) zagrożenie widziała w Niemczech i „ośrodkach syjonistycznych”, dlatego postulowała wypracowanie „niekomunistycznej orientacji proradzieckiej”. Z tych pozycji krytykowała ugrupowania opozycji demokratycznej takie jak KOR, uważając je za obcą agenturę. Występowała też przeciw posoborowym zmianom w Kościele.
24 października 1981 r. z inicjatywy Grupy powołano Zespół Informacyjny Ruchu Narodowego, 9 lipca 1982 r. przekształcony w Zespół Inicjatywny Ruchu Narodowego. 30 listopada tego roku wydana została „Informacja Ruchu Narodowego” oznajmiająca, że powołane zostało kierownictwo Ruchu Narodowego, na czele którego stanął Mariusz Urban. W odpowiedzi Służba Bezpieczeństwa 9 czerwca 1983 r. zatrzymała 11 członków Ruchu, co faktycznie zakończyło jego działalność (choć organizacja nigdy formalnie nie została rozwiązana).